# Фримен, Бак
Джон Фрэнк «Бак» Фримен (англ. John Frank «Buck» Freeman, 30 октября 1871, Катасокуа, Пенсильвания — 25 июня 1949, Уилкс-Барре, Пенсильвания) — американский бейсболист, аутфилдер. Один из лучших отбивающих конца XIX — начала XX века. В составе «Бостон Американс» стал победителем Мировой серии в 1903 году. Член Зала славы клуба «Бостон Ред Сокс».

## Биография

### Ранние годы и начало карьеры
Джон Фрэнк Фримен родился в городке Катасокуа близ Аллентауна в штате Пенсильвания в семье ирландцев Джона и Энни Фрименов. Его отец родился в Ирландии в разгар Картофельного голода, а в 1865 году эмигрировал в США. Позднее семья переехала в Уилкс-Барре, где младший Джон, завысив свой возраст, устроился к отцу на угольную шахту. Сначала он работал сортировщиком, затем погонщиком мула. В то же время он увлёкся бейсболом и начал играть в различных полупрофессиональных командах в качестве питчера. В 1891 году Фримена пригласили на просмотр в команду «Вашингтон Стейтсмен» из Американской ассоциации. В пяти проведённых играх Джон допустил 33 уока и был отчислен из клуба.
Вернувшись в Уилкс-Барре, Джон сыграл ещё один сезон за местную команду из Восточной лиге в качестве питчера. В 1894 году он переехал в Хейверилл в штате Массачусетс. Тогда же Фримен сменил амплуа и в дальнейшем выступал только в поле. В чемпионате Лиги Новой Англии 1894 года его показатель отбивания составил 38,6 %, кроме того Джон отбил 34 хоум-рана (четыре из них пришлись на одну игру). Начало 1895 года он провёл в Детройте, а во второй части сезона перешёл в «Торонто Кэнакс». За канадский клуб Джон выступал на протяжении четырёх лет, в 1898 году установив рекорд лиги по числу хоум-ранов за сезон.
В конце 1898 года главный тренер «Кэнакс» Артур Ирвин получил приглашение от клуба Национальной лиги «Вашингтон Сенаторз». С собой он позвал пятерых игроков «Торонто», включая Фримена, предложив им «сделать правильный выбор» или остаться в младшей лиге. 14 сентября Джон, спустя семь лет после первой попытки, вновь вышел на поле в игре Главной лиги бейсбола. Во втором выходе на биту он отбил свой первый хоум-ран на высшем уровне. Журналист Washington Post, впечатлённый действиями Джона в первых двух матчах за клуб, назвал его «прирождённым бьющим». От других игроков Фримена отличала техника — замах битой он делал от пяток. Также он выделялся тем, что много времени уделял физической подготовке, хотя среди бейсболистов того времени считалось, что сильно развитая мускулатура может стеснять движения. Ампайр Поп Снайдер сравнил подход Джона к игре на бите со стилем боксёра-тяжеловеса Боба Фицсиммонса.

### Вашингтон Сенаторз
В 1899 году, в своём первом полном сезоне в Главной лиге, Фримен выбил 25 хоум-ранов, добавив к ним 25 триплов, 21 украденную базу и показатель отбивания 31,8 %. Главный тренер «Цинциннати Редс» Бак Юинг назвал Джона «одним из величайших бьющих, когда-либо приходивших в Лигу». Джон Макгро из «Балтимор Ориолс» открыто говорил, что хотел бы видеть Фримена в своей команде и характеризовал его как «лучшего производителя сердечных болезней для питчеров». Принадлежащий Альберту Спалдингу Spalding Guide, не упоминая непосредственно Джона, раскритиковал игроков, единственным достоинством которых было умение отправить мяч за забор стадиона. Отбитые 25 хоум-ранов в сезоне 1899 года технически не являлись рекордом Лиги. В 1884 году Эд Уильямсон из «Чикаго Уайт Стокингс» выбил 27, но размеры поля на домашнем стадионе команды «Лейкфронт-парк» были меньше. По этой причине достижение Фримена до появления в МЛБ Бейба Рута было «стандартом» для отбивающих.

### Бостон Бинитерс
В 1900 году Национальная лига по финансовым причинам сократила число команд с двенадцати до восьми. «Сенаторз» стали одними из банкротов. Владелец клуба Джейкоб Эрл Вагнер продал восемь лучших игроков клуба в «Бостон Бинитерс» за 8 500 долларов. Сумма личного контракта Фримена с «Бостоном» составила 2 000 долларов. В чемпионате 1900 года Джон отбивал с приличным показателем 30,1 %, но конфликтовал с главным тренером команды Фрэнком Сели, которому также не нравился стиль игры Фримена. Сели говорил, что Джон плохо играет в защите, плохо бросает и плохо бегает, а в момент выхода на биту питчеры соперника просто дают ему пройти на базу. Сезон у «Бинитерс» прошёл неудачно — команда впервые за 14 лет проиграла матчей больше чем выиграла. Тим Мурнейн из Boston Globe писал, что игроки действуют каждый сам по себе. В концовке чемпионата Фримена не взяли в выездное турне команды и стало очевидно, что его уход неминуем.

### Бостон Американс
В марте 1901 года Джон подписал контракт с «Бостон Американс» из Американской лиги. В составе команды он провёл один из лучших своих сезонов, став третьим в лиге по показателю отбивания и вторым по числу хоум-ранов и RBI. Тот же уровень игры он поддержал и в 1902 году. Фримен много времени уделял изучению механики отбивания, корректируя свою позицию для максимально сильного удара. Также Джон при необходимости умел подставлять биту под неудобный ему мяч так, чтобы тот засчитывался как фол. В то время такие умышленные действия бьющего были нелегальны.
В 1903 году Джон был лучшим отбивающим команды, которая выиграла первую в истории Мировую серию. По итогам регулярного чемпионата он второй год подряд стал лучшим по числу RBI. Также Фримен стал первым игроком, сумевшим занять первое место по числу хоум-ранов и в Национальной и в Американской лигах. В восьми играх Мировой серии против «Питтсбург Пайрэтс» Джон отбивал с показателем 29,0 % и сделал три трипла.
Сезон 1904 года Фримен также провёл на высоком уровне. После этого наступил серьёзный спад — в 1905 году показатель отбивания Джона упал до 24,0 %. Впервые с 1898 года он не вошёл в число лидеров МЛБ по числу хоум-ранов. Также прервалась его серия из 541 игры подряд. Снижение результативности продолжилось в 1906 году, когда он в 436 появлениях на бите сумел выбить всего один хоум-ран. На старте чемпионата в 1907 году он сумел реализовать всего две попытки ударов из двенадцати, после чего руководство «Бостона» продало Джона в «Вашингтон». За «Сенаторз» он не сыграл ни одного матча и был продан в команду младшей лиги из Миннеаполиса.

### После завершения карьеры
За «Миннеаполис Миллерс» в чемпионате Американской Ассоциации Фримен выступал в 1907 и 1908 годах. В первый, неполный, сезон в составе команды Джон установил рекорд лиги по числу хоум-ранов. В июле 1908 года он травмировал правое плечо и пропустил оставшуюся часть сезона. После восстановления Фримен работал играющим тренером в Лиге Саскуэханны, где провёл 1910 и 1911 годы. В 1913 году он начал карьеру ампайра, от которой его не отпугнул инцидент 9 августа, когда Джон подвергся нападению болельщиков в Уилмингтоне. Арбитром он проработал тринадцать лет, включая судейство игр Мировой серии Негритянской лиги в 1924 году. В межсезонья Джон подрабатывал кочегаром в котельной, хотя в деньгах не нуждался. Кроме этого он занимался разведением бойцовских петухов. С 1926 по 1933 год он работал скаутом в «Сент-Луис Браунс». С 1935 года Фримен проживал в Уилкс-Барре вместе с супругой Энни и шестью сыновьями. В городе он был не менее популярен чем Бейб Рут.
Умер Джон Фримен 25 июня 1949 года в результате инсульта. Он похоронен на кладбище Эвергрин в Шейвертауне.